# Денні — пес
«Денні — пес»(англ. Unleashed), (фр. Danny the Dog) — це бойовик 2005 року, знятий режисером Луї Летер'є за сценарієм Люка Бессона, а продюсерами виступили Джет Лі та Бессон. У фільмі знялися Джет Лі, Морган Фріман, Боб Госкінс і Керрі Кондон, а постановка екшену виконана Юеном Ву-Пінгом. Місце дії та знімання фільму — Глазго. Український переклад зробив канал ICTV, на якому цей фільм вперше транслювався.

## Сюжет
Барт, жорстока кредитна акула, що мешкає в Глазго, використовує свого охоронця Денні для жорстоких нападів на неслухняних клієнтів. Барт виростив і натренував Денні як бойового пса і використовує металевий нашийник на шиї Денні, щоб контролювати його; коли нашийник знімається, Денні стає вправним бійцем, який безжально нападає на свою ціль. Однак, коли нашийник вдягнутий, Денні стає слухняним і нешкідливим; він отримує дуже мало знань про те, як поводитися як соціалізована людина.
Коли трюк з нашийником для Денні починає зазнавати невдачі через свої обмеження, до Барта звертається кримінальний авторитет, який пропонує Барту велику грошову винагороду в обмін на те, що Денні виграє і виживе у смертельних поєдинках, які проводяться на підпільному бійцівському рингу. Однак після того, як Денні легко виграє перший бій, Барт потрапляє в халепу з іншим мафіозі, і після перестрілки його залишають помирати. Денні виживає і ховається на складі антикваріату, де втрачає свідомість від отриманих поранень. Сем, сліпий настроювач піаніно, забирає його до себе додому. Разом зі своєю падчеркою Вікторією Сем лікує рани Денні і тепло приймає його в свою сім'ю. Денні поступово вчиться бути цивілізованою людиною і відмовляється від своєї жорстокої натури, особливо після того, як Вікторія знімає з нього нашийник. Він також виявляє цікавість до музики і починає використовувати розрізнені спогади, щоб спробувати згадати своє минуле, зокрема матір.
Через кілька тижнів Сем повідомляє Денні, що повертається до Нью-Йорка, звідки вони з Вікторією родом. Він запрошує Денні, кажучи, що вони вважають його своєю сім'єю, і Денні з радістю погоджується. Однак, коли Денні сам ходив по магазинах, він зустрічає праву руку Барта, Лівшу, який розповідає йому, що Барт досі живий. Лівша приводить його назад до Барта, де Денні запитує Барта, чи знав він матір Денні. Барт заперечує, що знав її, і надягає на Денні новий нашийник, перш ніж вивести його на ринг. Денні відмовляється битися, наполягаючи на тому, що більше не хоче завдавати людям болю, що змушує розлюченого Барта штовхнути його в яму. Спочатку Денні намагається захиститися від чотирьох супротивників, але врешті-решт перемагає їх усіх, щоб врятувати власне життя; однак він відмовляється вбивати їх, на превеликий жаль Барта. Барт тягне Денні назад до табору і кидає його в камеру. Однак Денні вислизає і переглядає старі фотографії Барта, де знаходить одну з них, на якій зображена людина, схожа на матір Денні. Денні гнівається на Барта, вимагаючи відповідей, але Барт просто відповідає, що його мати була повією, яка вже давно померла.
Наступного ранку Денні вдається втекти від Барта, і він повертається до Сема та Вікторії, розповідаючи їм, де він був і що дізнався. З їхньою допомогою Денні повертається до спогадів зі свого дитинства: його мати була студенткою музичної школи, яка запропонувала себе Барту, щоб отримати гроші на оплату своїх уроків, при цьому ховаючи Денні від нього. Це закінчилося тим, що Барт застрелив її, коли вона нарешті кинула йому виклик, і відтоді Барт виховує Денні.
Барт з групою головорізів приїжджає до будинку Сема, щоб захопити Денні. Денні ховає Сема і Вікторію в шафі і виходить на вулицю, щоб дати їм відсіч. Денні вступає в бійку з Бартом і люто б'є його, що змушує Сема і Вікторію вириватися і благати Денні не вбивати, але переможений Барт наказує Денні зробити інакше. Барт каже Денні, що він завжди буде твариною, на що Сем відповідає, розбиваючи квітковий горщик об голову Барта, від чого той втрачає свідомість. Сем, Денні та Вікторія обіймаються.
Трохи згодом Денні разом із Семом відвідує фортепіанний концерт у Карнеґі-холі, де Вікторія готується до виступу. Усвідомлюючи, що Вікторія грає те, що грала його мати багато років тому, Денні пускає щасливу сльозу.

## У ролях
- Джет Лі — у ролі Денні
- Морган Фрімен — у ролі Сема
- Боб Госкінс — у ролі Барта
- Керрі Кондон — у ролі Вікторії
- Вінсент Ріган — у ролі Раффлза
- Ділан Браун — у ролі Лівші
- Тамер Гассан — у ролі Джорджі
- Майкл Дженн — у ролі Вайета
- Жан-Франсуа Леног — у ролі головоріза Раффлза
- Скотт Едкінс — у ролі борця в басейні
- Сільвіо Сімак — у ролі борця в басейні
- Майк Ян Ламберт — у ролі Незнайомця
- Казу Патрік Танг — у ролі головоріза Барта

## Реліз
Уперше фільм Денні — пес вийшов у французький прокат 2 лютого 2005 року.

### Критична оцінка
Денні — пес отримав загалом позитивні відгуки. Фільм має рейтинг 66 % на Rotten Tomatoes на основі 131 рецензії із середньою оцінкою 6,2/10. Критичний консенсус стверджує: «Джет Лі проявляє емоції в деяких емоційно незграбних сценах, але жорстокі бойові епізоди проступають у найкращому англомовному фільмі Лі». На сайті Metacritic фільм також отримав 58 балів зі 100 можливих на основі 31 рецензії.
Роджер Еберт з Chicago Sun Times дав фільму 3 з 4 зірок, заявивши: «Фільм геніальний за своєю побудовою. У ньому є всі бойові мистецтва, про які тільки може мріяти будь-який фанат Джета Лі». 2014 року Time Out опитав кількох кінокритиків, режисерів, акторів і каскадерів, щоб скласти список їхніх найкращих бойовиків, і Денні — пес опинився на 68-му місці цього списку.

### Касові збори
У Північній Америці Денні — пес вийшов завдяки дистриб'ютору — компанії Rogue Pictures (яка була підрозділом Focus Features). У перший вікенд прокату в Північній Америці фільм зібрав $10,900,901, що дозволило йому посісти третє місце. Фільм демонструвався у 1 957 кінотеатрах за середньою вартістю $5,570 «за екран». Фільм зібрав $24,5 мільйона у Північній Америці та ще $26,3 мільйона в усьому світі, загалом $50,9 мільйона. Цей результат касових зборів перевершив очікування Rogue Pictures, який мав зібрати 18 мільйонів доларів у північноамериканському прокаті.

## Саундтрек
Саундтрек був створений гуртом Massive Attack. Він вийшов під назвою Danny the Dog у 2004 році на лейблі Virgin та EMI. 2005 року Virgin Records перевидала саундтрек під назвою Unleashed, з двома бонусними треками, спродюсованими RZA. Жодна з версій не містить пісні «Aftersun» з вокалом Дот Еллісон, яка з'являється у фінальних титрах фільму. Класичне фортепіанне соло, яке звучить у кількох сценах фільму, — це фортепіанна соната № 11 «Andante grazioso» Моцарта, а пісня «Two Rocks and a Cup of Water» звучала в одному з трейлерів до фільму Я — легенда.
1. «Opening Title» — 1:10
2. «Atta' Boy» — 1:29
3. «P Is for Piano» — 1:57
4. «Simple Rules» — 1:20
5. «Polaroid Girl» — 2:59
6. «Sam» — 3:08
7. «One Thought at a Time» — 4:23
8. «Confused Images» — 1:59
9. «Red Light Means Go» — 2:04
10. «Collar Stays On» — 1:51
11. «You've Never Had a Dream» — 2:46
12. «Right Way to Hold a Spoon» — 3:19
13. «Everybody's Got a Family» — 1:29
14. «Two Rocks and a Cup of Water» — 2:32
15. «Sweet Is Good» — 1:33
16. «Montage» — 1:54
17. «Everything About You Is New» — 2:25
18. «The Dog Obeys» — 2:19
19. «Danny the Dog» — 5:53
20. «I Am Home» — 4:14
21. «The Academy» — 1:45

Бонус-треки перевидання 2005 року
1. «Baby Boy» — 3:28 (Thea Van Seijen)
2. «Unleash Me» — 2:36 (RZA feat. Prodigal Sunn & Christbearer of Northstar)